# Сенявин, Иван Фёдорович
Сенявин Иван Фёдорович (около 1736—после 1787) — офицер Российского императорского флота, участник Русско-турецкой войны (1768—1774), Первой Архипелагской экспедиции. Георгиевский кавалер, капитан 1 ранга.

## Биография
Сенявин Иван Фёдорович представитель дворянского рода Сенявиных. Родился около 1736 года в семье Фёдора Михайловича Сенявина. Был двоюродным дядей и ставленником на морской службе адмирала Дмитрия Николаевича Сенявина (1763—1831)
30 марта 1751 года поступил учеником в Московскою школу математических и навигацких наук. В 1753 году переведён в Санкт-Петербург кадетом в Морской шляхетный кадетский корпус. В 1757 году произведён в гардемарины. 18 февраля 1760 года, после окончания Морского корпуса, произведён из сержантов в мичманы. 22 мая 1762 года произведён в унтер-лейтенанты.
23 сентября 1762 года, согласно указанию Екатерины II, в числе 20 волонтёров из дворян направлен в Англию, для изучения английского языка и практической морской службы. В 1763 году стажировался на английском фрегате «Ковентри», на котором совершил плавание из Англии в Америку, где находился до 1767 года, плавал «в Америке и был в Новой Йорке, в Галифаксе, в Филадельфии и Виргинии». 20 апреля произведён в лейтенанты. В аттестате, подписанном капитаном фрегата Кеннеди, говорилось: «Засвидетельствую, что г-н Иван Сенявин, флота ее в-ва императрицы российской лейтенант, служил на корабле её британского в-ва „Ковентри“ под моею командою по ордеру высокопочтенных господ от Адмиралтейства комиссионеров, в бытность в Северной Америке и в оное время содержал себя в характере достойного и искусного офицера». На купеческом корабле Сенявин вернулся в Англию, а оттуда, 31 мая 1767 года прибыл в Кронштадт
В 1768 году на придворной яхте «Екатерина II» плавал от Санкт-Петербурга до Красной Горки. В 1769 году был командирован в Воронеж с денежной казной для Донской экспедиции, по прибытии в крепость Святого Дмитрия Ростовского, поступил на прам № 3. 30 июня 1769 года, произведён в капитан-лейтенанты. В марте 1770 года переведён из Новопавловска в Петербург.
Принимал участие в Русско-турецкой войне 1768—1774 годов и Первой Архипелагской экспедиции. Служил на линейном корабле «Азия», перешёл в составе эскадры контр-адмирала И. Н. Арфа из Ревеля в Средиземное море и прибыл в порт Аузу. В 1771 году на том же корабле плавал в Архипелаге, участвовал при атаке крепости Митилено. В 1772—1774 годах командовал бомбардирским кораблём «Страшный», плавал в Архипелаге, а в 1775 году вернулся в Россию. 20 августа того же года произведён в капитаны 2 ранга. В 1776—1778 годах командовал линейным кораблём «Преслава», крейсировал у Красной Горки. 1 января 1778 года произведён в капитаны 1-го ранга. 8 апреля 1779 года исключен из флота на вакансию советника в счётную экспедицию.
1 января 1782 года был уволен от службы. 26 ноября 1787 года «за совершение 18 кампаний в офицерских чинах» награждён орденом Святого Георгия 4 класса (№ 523).